# Marble Arch
Marble Arch er et monument i hvid Carrara-marmor nær Speakers' Corner i Hyde Park i London. Monumentet, der ligger i den vestlige ende af Oxford Street, har en Underground-station i nærheden opkaldt efter sig. Navnet Marble Arch bruges desuden om pladsen, monumentet står på, ligesom det anvendes om området generelt, særligt den øvre del af Edgware Road.
Marble Arch er bygget som en triumfbue og blev tegnet af John Nash i 1828. Nash' forbillede var Konstantinbuen i Rom. Marble Arch blev oprindeligt opført på The Mall foran Buckingham Palace, men buen var angiveligt for smal til at monarkens vogn kunne køre igennem, og den blev derfor flyttet til sin nuværende plads allerede i 1851. En anden forklaring på flytningen er, at buen stod i vejen for udvidelsen af slottet mod øst. Det har tidligere været på tale at flytte buen igen til Hyde Park.
Buen står tæt ved Tyburn, hvor der fandt offentlige henrettelser sted mellem 1388 og 1793.
51°30′47.45″N 0°9′32.10″V / 51.5131806°N 0.1589167°V